# Oiry (Marne)
Oiry és un municipi francès, situat al departament del Marne i a la regió del Gran Est. L'any 2007 tenia 901 habitants.

## Demografia

### Població
El 2007 la població de fet d'Oiry era de 901 persones. Hi havia 342 famílies, de les quals 56 eren unipersonals (28 homes vivint sols i 28 dones vivint soles), 105 parelles sense fills, 149 parelles amb fills i 32 famílies monoparentals amb fills.
La població ha evolucionat segons el següent gràfic:
Habitants censats

### Habitatges
El 2007 hi havia 361 habitatges, 343 eren l'habitatge principal de la família, 2 eren segones residències i 16 estaven desocupats. 347 eren cases i 10 eren apartaments. Dels 343 habitatges principals, 281 estaven ocupats pels seus propietaris, 44 estaven llogats i ocupats pels llogaters i 18 estaven cedits a títol gratuït; 3 tenien una cambra, 6 en tenien dues, 24 en tenien tres, 64 en tenien quatre i 245 en tenien cinc o més. 301 habitatges disposaven pel capbaix d'una plaça de pàrquing. A 138 habitatges hi havia un automòbil i a 196 n'hi havia dos o més.

### Piràmide de població
La piràmide de població per edats i sexe el 2009 era:
| Homes | Edats   | Dones |
| ----- | ------- | ----- |
| 0     | 95 o +  | 0     |
| 0     | 90 a 94 | 0     |
| 0     | 85 a 89 | 0     |
| 0     | 80 a 84 | 0     |
| 16    | 75 a 79 | 12    |
| 12    | 70 a 74 | 12    |
| 8     | 65 a 69 | 8     |
| 20    | 60 a 64 | 16    |
| 28    | 55 a 59 | 28    |
| 52    | 50 a 54 | 48    |
| 32    | 45 a 49 | 60    |
| 64    | 40 a 44 | 20    |
| 40    | 35 a 39 | 60    |
| 16    | 30 a 34 | 20    |
| 28    | 25 a 29 | 12    |
| 36    | 20 a 24 | 8     |
| 28    | 15 a 19 | 76    |
| 56    | 10 a 14 | 40    |
| 32    | 5 a 9   | 32    |
| 16    | 0 a 4   | 12    |

## Economia
El 2007 la població en edat de treballar era de 681 persones, 505 eren actives i 176 eren inactives. De les 505 persones actives 462 estaven ocupades (249 homes i 213 dones) i 43 estaven aturades (17 homes i 26 dones). De les 176 persones inactives 85 estaven jubilades, 56 estaven estudiant i 35 estaven classificades com a «altres inactius».

### Ingressos
El 2009 a Oiry hi havia 337 unitats fiscals que integraven 896,5 persones, la mediana anual d'ingressos fiscals per persona era de 20.989 €.

### Activitats econòmiques
Dels 54  establiments que hi havia el 2007, 1 era d'una empresa extractiva, 2 d'empreses alimentàries, 4 d'empreses de fabricació de material elèctric, 9 d'empreses de fabricació d'altres productes industrials, 10 d'empreses de construcció, 9 d'empreses de comerç i reparació d'automòbils, 7 d'empreses de transport, 3 d'empreses d'hostatgeria i restauració, 1 d'una empresa financera, 2 d'empreses immobiliàries, 4 d'empreses de serveis i 2 d'empreses classificades com a «altres activitats de serveis».
Dels 13 establiments de servei als particulars que hi havia el 2009, 2 eren tallers de reparació d'automòbils i de material agrícola, 2 paletes, 2 guixaires pintors, 1 fusteria, 3 lampisteries, 1 electricista, 1 empresa de construcció i 1 veterinari.
L'únic establiment comercial que hi havia el 2009 era una gran superfície de material de bricolatge.
L'any 2000 a Oiry hi havia 16 explotacions agrícoles que ocupaven un total de 455 hectàrees.

## Equipaments sanitaris i escolars
El 2009 hi havia una escola elemental.

## Poblacions més properes
El següent diagrama mostra les poblacions més properes.